# Sergio Fancera
Sergio Fancera (...) è un fantino italiano.
Figlio di Otello Fancera senior e padre del fantino Otello Fancera junior, Sergio Fancera esordisce a soli quindici anni il 17 settembre del 1959 in sella a Glostar con il quale ottiene un secondo posto. La prima vittoria di "Sergino" (vista la giovane età) arriva solo tre giorni più tardi con Galena, cavallo di proprietà della cugina Elena Fancera (finalista a Miss Universo nel 1955).

Sergio Fancera al debutto

Famoso per i suoi "duelli" con Gianfranco Dettori, Sergio Fancera venne soprannominato "mani di velluto" dal famoso commentatore e giornalista sportivo Alberto Giubilo "per la straordinaria eleganza nello stare in sella, l'intelligenza tattica e l'inconfondibile stile".  
Tra gli acuti della sua carriera vanno segnalati, tra gli 89 Gran Premi d'ippica disputati, le vittorie nel Gran Premio Parioli del 1976 e nel Gran Premio Tesio del 1982, in sella rispettivamente a Ovac e Haul Knight. 
La vittoria più importante rimane senza dubbio il Derby italiano di galoppo del 1972 con Gay Lussac; "per un fantino è come vincere le Olimpiadi", dichiarerà poi Sergio, che lo stesso anno ritirerà anche l'ambito frustino d'oro al noto Premio Personalità. 
Nel suo palmarès va annotato anche il secondo posto nel Derby dell'anno successivo montando Ladislao di Oppelm, gara persa per una manciata di centimetri al fotofinish.

Sergio Fancera rientra al tondino dopo una vittoria

La sua carriera vanta numeri d'eccezione: oltre novemilatrecento corse disputate (prevalentemente nell'ippodromo delle Capannelle a Roma) di cui più di un quinto vinte e una media di piazzamenti (ossia tra i primi tre posti) del 50% che sale a quasi il 70% considerando i quarti posti, importanti per i premi ai proprietari dei cavalli.    
"Questi numeri lo consacrano come uno dei migliori fantini italiani di sempre, molto amato dalle folle degli ippodromi perché stava al palo con molta frequenza".
Anche la sua ultima corsa, il 29 novembre 1987, lo vede vincitore in sella a String Section. 
Ora si dedica alla vita di allenatore, calcando le orme dello zio Mario Fancera.

## Statistiche
- 9.311 corse disputate
- 2.024 vittorie (21,7% delle corse disputate)
- 1.736 secondo posto
- 1.493 terzo posto
- 1.225 quarto posto[3]